# Лонг Бийч еПри
Лонг Бийч еПри е кръг от шампионата за болиди с електрическо задвижване Формула Е под егидата на ФИА. Провежда се през първите два сезона на надпреварата - 2014/15 и 2015/16 на пистата Лонг Бийч Стрийт Съркът на улиците на Лонг Бийч, Калифорния, САЩ.

## История
Първото еПри на Лонг Бийч се провежда на 4 април 2015 г. Любопитното е, че Нелсиньо Пикет печели първата си победа във Формула Е, като това се случва 35 години и 5 дни след първата победа във Формула 1 на баща му Нелсон Пикет на същата писта (в конфигурацията ѝ за Формула 1).

## Писта
За стартовете от Формула Е Лонг Бийч Стрийт Съркът използва по-голямата част от конфигурацията на пистата за състезанията от Индикар, намираща се на изток от Пайн Авеню. Дълга 2,131 км и има 7 завоя.

## Спонсори и официални имена
- 2015: няма – ФИА Формула Е Лонг Бийч еПри 2015
- 2016: Фарадей Фючър – ФИА Формула Е Фарадей Фючър Лонг Бийч еПри 2016

## Победители
| Година | Победител      | Отбор                 | Време     | Най-бърза обиколка | Пол позиция | Дата    |
| ------ | -------------- | --------------------- | --------- | ------------------ | ----------- | ------- |
| 2015   | Нелсиньо Пикет | НЕКСТЕВ ТСР           | 46:01.971 | Никола Прост       | Даниел Абт  | 14 март |
| 2016   | Лукас ди Граси | АБТ Шефлер Ауди Спорт | 45:11.582 | Себастиен Буеми    | Сам Бърд    | 2 април |

## Статистика

### Победи

#### Пилоти
| Победи | Пилот          | Постигнати |
| ------ | -------------- | ---------- |
| 1      | Нелсиньо Пикет | 2015       |
| 1      | Лукас ди Граси | 2016       |

#### Отбори
| Победи | Отбор                 | Постигнати |
| ------ | --------------------- | ---------- |
| 1      | НИО Формула Е         | 2015       |
| 1      | Ауди Спорт АБТ Шефлер | 2016       |

#### Националност на пилотите
| Победи | Страна   | Постигнати | Пилоти |
| ------ | -------- | ---------- | ------ |
| 2      | Бразилия | 2015, 2016 | 2      |

### Пол позиции

#### Пилоти
| ПП | Пилот      | Постигнати |
| -- | ---------- | ---------- |
| 1  | Даниел Абт | 2015       |
| 1  | Сам Бърд   | 2016       |

#### Отбори
| ПП | Отбор                 | Постигнати |
| -- | --------------------- | ---------- |
| 1  | Ауди Спорт АБТ Шефлер | 2015       |
| 1  | DS Върджин Рейсинг    | 2016       |

#### Националност на пилотите
| ПП | Страна         | Постигнати | Пилоти |
| -- | -------------- | ---------- | ------ |
| 1  | Германия       | 2015       | 1      |
| 1  | Великобритания | 2016       | 1      |

### Най-бърза обиколка

#### Пилоти
| НОБ | Пилот           | Постигнати |
| --- | --------------- | ---------- |
| 1   | Никола Прост    | 2015       |
| 1   | Себастиен Буеми | 2016       |

#### Отбори
| НОБ | Отбор       | Постигнати |
| --- | ----------- | ---------- |
| 2   | Рено е.дамс | 2015, 2016 |

#### Националност на пилотите
| ПП | Страна    | Постигнати | Пилоти |
| -- | --------- | ---------- | ------ |
| 1  | Франция   | 2015       | 1      |
| 1  | Швейцария | 2016       | 1      |